# 启文书院 (千阳)
启文书院，位于陕西省宝鸡市千阳县启文巷。清宣宗道光十七年(1837)，由知县罗曰璧捐养廉银创修启文书院，因位于县城启文巷而名，从而代替了之前已经残破的隃麇书院。清德宗光绪六年(1880)，知县李福熙以赈捐款归书院，请下筹银200两。清德宗光绪三十二年(1906)，被改为汧阳县官立高等小学堂。1949年，改为汧阳县启文小学。现原建筑已被拆除，残存石碑位于今千阳县启文小学内。2023年5月31日下午，千阳县启文小学校史馆开馆，占地100平方米，投资55.49万元。